# FV4005
Fv4005（英语：Fighting vehicles 4005，4005號作戰載具）是英國在冷戰初期的1950年代研製之驅逐戰車。由於盾式反戰車飛彈的服役，驅逐戰車之需求遭到反戰車飛彈取代，故終止了研究計畫。

## 简介
FV4005採用百夫長坦克Mk.3的底盤，和從Fv4004（康威）計畫沿用改良的砲塔。此坦克搭載一門皇家兵工廠L4式183公厘榴彈炮，成為這輛驅逐戰車的特色。在裝甲方面。表現並不特別出色，正面採用57度的75毫米裝甲，所以FV4005只能抵擋小口徑的槍械。

## 历史
英國研發大口徑火炮的驅逐戰車的初衷是为了對抗苏联在二戰末期量產的IS-3重型戰車，該型戰車具有比西方國家更大口徑的主炮，以及在當時具有最優秀防禦能力的龜甲型鑄造炮塔，可抵擋大部分中口徑戰車炮。英國陸軍為此投資開發新型反坦克歼击车，FV4005是這個計畫的最後一向成果。
在FV4005尚未進入打造原型車前，維克斯公司為了代號「綠錘」的大口徑高射炮開發了機械動力供彈的自動裝彈機，雖然綠錘高射炮沒有進入量產，但是英國軍方對維克斯研發的自動裝彈機有興趣，因此將整套系統整合由BL_7.2英寸榴彈炮改造的L4式戰車炮，移植到了百夫長Mk.3的底盤上，嘗試將這項套件改造為驅逐戰車用的火炮系統。這輛實驗車稱為Fv4005 Stage I。但是測試結果讓英軍失望，由於火炮持續開炮製造的後座力導致車身底盤無法穩定，使得主炮無法滿足射擊精準度的需求。此外該火炮為沒有任何防禦設計的露天開敞式炮座，不適合在當時的作戰環境，使得FV4005 Stage I終止後續測試。
1955年7月，英國再次啟動FV4005實驗車計畫，稱為Fv4005 Stage II，該設計放棄了Stage I使用的自動機械裝彈機，而是使用簡化的2套裝彈系統進行供彈，並在主炮外裝設了厚度14公厘的砲塔，雖然厚度基本上無法對抗火炮攻擊，但提供了最基礎的防禦輕武器能力。主炮後座力問題則由裝在車尾的駐鋤提供額外的抓地力克服。
1956年3月，FV4005 Stage II開始進行實彈射擊測試，測試團隊在不同仰角進行火炮試射，車體穩定性基本上可以接受，且炮組人員在炮塔內也沒有出現因為操作火炮衍生的傷害問題。FV4005 Stage II的測試在1957年8月結束，炮塔從車體拆卸後移交給測試單位。FV4005 Stage II沒有後續計畫的原因是因為英國與澳大利亞合作研製反戰車飛彈完成測評，反戰車作戰改變戰術型態。
之後，FV4005 Stage II炮塔移交給博文顿坦克博物馆，博物館覓得百夫長Mk. 8的底盤，將炮塔安裝在該底盤上，修復後在2024年進行動態展示。

## 现存的FV4005

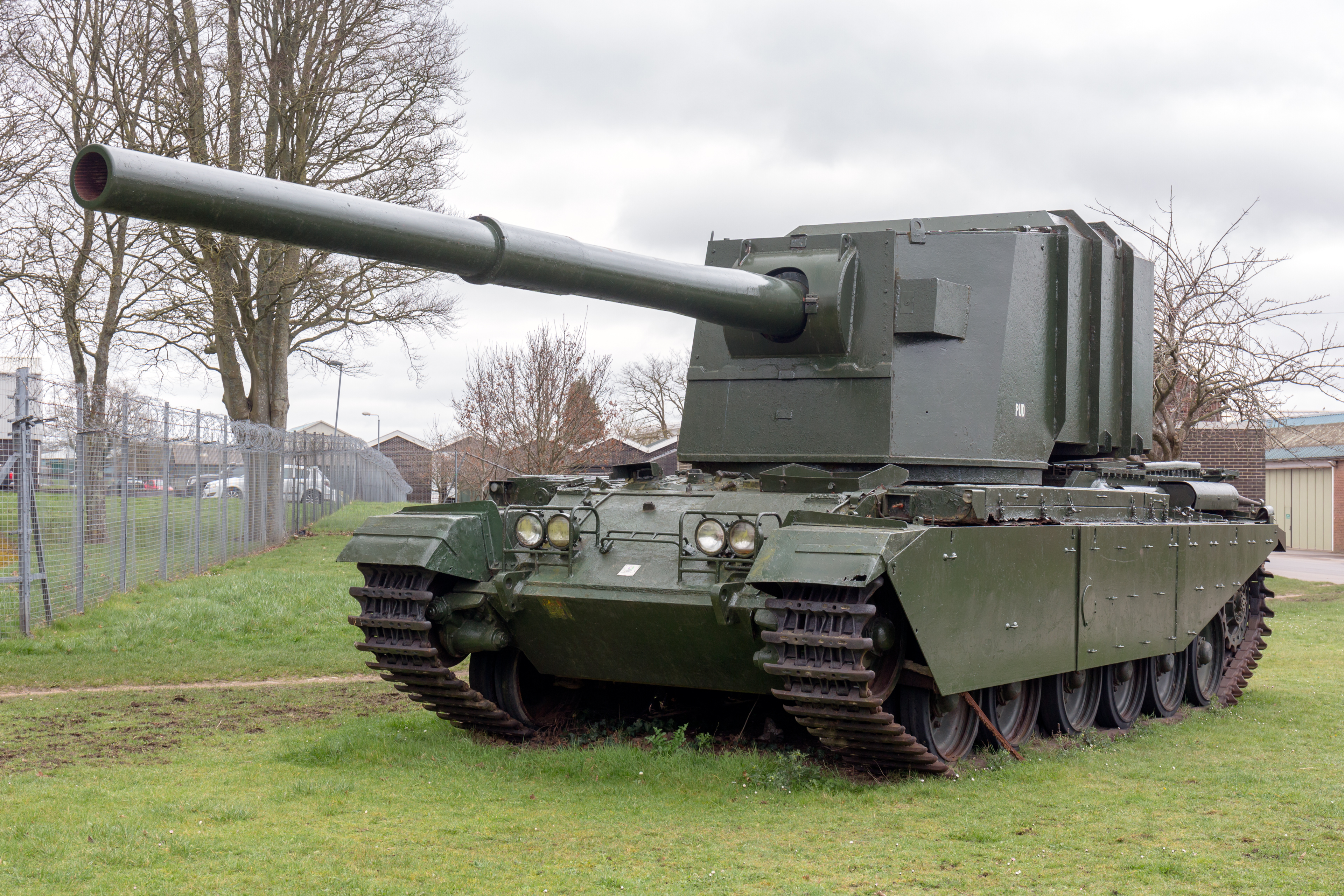

## 类似方案
- FV215-183